# Robert Ier d'Uzès
Pour les articles homonymes, voir Robert Ier et Robert d'Uzès.
Robert Ier (v. 1275-v. 1350) est un co-seigneur, puis vicomte d'Uzès et seigneur d'Aimargues, de la fin du XIIIe siècle et du début du siècle suivant.

## Biographie

### Origines
Robert est le fils du co-seigneur d'Uzès, Bermond III (mort vers 1318), et de l'une de ses épouses, peut-être la première, Alix. Il a deux sœurs qui épousent chacune un membre de la famille d'Adhémar, probablement le père et le fils de ce dernier.
Le 11 avril 1306, il épouse par contrat, fait à Saint-Rémy (Provence), Douce (Dulcine, Douceline), fille du seigneur d'Elzéar de Sabran, seigneur du château d'Ansouis et ancien co-seigneur d'Uzès,,. Albiousse (1887) précise que comme celle-ci est la cousine au 4e degré de Robert, une dispense du pape Clément V a été accordée le 17 septembre 1305. En effet, elle est la descendante de la branche des co-seigneurs d'Uzès, issue de Béatrice et de sa fille Roscie qui a épousé Rostain(g) III de Sabran, seigneur du Caylar et d'Ansouis,.
Dans sa thèse, Isabelle Carbonnel-Dion (1987) relève que bien souvent l'aîné des garçons des seigneurs d'Uzès épouse une cousine (souvent au quatrième degré).

### Seigneur d'Uzès
Robert succède à son père comme co-seigneur d'Uzès, vers 1318. Les deux autres co-seigneurs sont l'évêque d'Uzès (depuis 1280) et Bérenger de Laudun, dit d'Uzès.
En 1308, puis 1328, il rend hommage, tout comme ses prédécesseurs, à l'évêque d'Uzès pour la viguerie, c'est-à-dire ses possessions dans le nord du diocèse d'Uzès ainsi que pour la tour de La Condamine, reçu de l'évêque en 1168, à proximité du logis seigneurial de la famille.
Il épouse, vers 1321, en secondes noces, Guiote de Posquières, dame de Broussan (seigneurie sur laquelle se situe le Prieuré Saint-Vincent-de-Broussan, sur l'actuelle commune de Bellegarde) et de Bellegarde. Elle est la fille de Raymond-Décans de Posquières, seigneur de Broussan et de Bellegarde, issu d'une branche des seigneurs d'Uzès (cf. Bermond Ier d'Uzès) et de Simone/Symone du Caylar. Elle est veuve de Guigues (Gui) III de La Roche (Roche-en-Régnier, baronnie du Velay), seigneur de Posquières par sa mère Jourdaine de Montlaur. On trouve parfois la forme Guigon VI. Guiote de Posquières a, de son précédent mariage, un fils Guigues (Gui IV ou Guigon VII, † 1340), et deux filles, Jamaque et Jourdaine,.
En 1321, il est en conflit contre l'évêque. Il est soutenu par les officiers du roi de France. Il s'engage d'ailleurs dans les armées de ce dernier.

### Vicomte d'Uzès
Robert prend part à la guerre de Flandre, en août 1328, au cours de laquelle il se distingue,, notamment à la bataille de Cassel. Pour le récompenser de ses services, le roi de France Philippe VI érige, en 1328, sa part de seigneurie d'Uzès en « vicomté », faisant de lui « symboliquement, comme son représentant militaire local » (Elzière, 1999),. Cette dignité s'applique tant à Robert qu'à ses possessions. Dès lors, ses successeurs rendront hommage pour la "vicomté" non plus à l'évêque mais au roi de France.
Il rend à nouveau hommage à l'évêque d'Uzès, en 1345.
La cité d'Uzès reçoit, en 1346, une Charte accordant des privilèges aux habitants.

### Mort et succession
Robert teste le 28 mars 1349. Il semble mourir peu de temps après.
Son corps est inhumé, comme son grand-père Decan II d'Uzès, dans le couvent des Frères mineurs,.
Decan III (ou II), son fils, lui succède comme vicomte d'Uzès.

## Famille
Robert se marie une première fois avec Douce de Sabran, puis une seconde avec Guiote de Posquières.
Robert et Guiote de Posquières ont quatre garçons et deux filles,, :
- Decan III (ou II), dit Robert-Décan (selon Charvet), qui succède à son père.
- Louis (cité vers 1369)[16].
- Raymond, chevalier, héritier des seigneuries de Broussan et de Bellegarde, par donation de sa mère du 27 mars 1341.
- Jehan (Jean), évêque de Nîmes (1372-1380), sous le nom de Jean VI (selon Ménard, 1744-1758)[17].
- Guiote/Guyotte (v.1332-...), épouse en premières noces, en mars 1346, Louis de la Cerda dit d'Espagne, prince des Îles Fortunées, puis en secondes noces, le 5 avril 1351, Aymar/Aymaret de Poitiers, fils du comte Aymar V de Poitiers, seigneur de Chalançon (selon Charvet et Daumet[18]), dont[19], dont issu du second mariage :
  - Louis II, dernier comte de Valentinois et de Diois, issu de la famille de Poitiers, dite de Valentinois.
- Catherine, épouse en 1353 Archambaud/Archambault, seigneur de Boulbon et de Saladrenque.

Une autre fille, Cécile, est ajoutée à la liste. Elzière (1978) la donne issue du second mariage tandis que certains sites Internet de généalogie, notamment fmg.ac/MedLands (Foundation for Medieval Genealogy), la disent fille de Douce de Sabran. Elle épouse Bertrand de Budos à qui elle apporte, probablement, en dot la seigneurie de Montclus. En 1337, une dispense papale est demandée au pape Benoît XII afin d'autoriser ce mariage. Elle semble mourir peu de temps après le mariage puisque Bertrand épouse en secondes noces, vers 1340, Catherine des Baux. Selon les sites Internet de généalogie, elle aurait épousé en premières noces, Pierre Isoard [II], fils de Guillaume III Artaud, seigneur d'Aix, puis en secondes noces, Bertrand de Budos. Cette dernière n'est pourtant mentionnée ni par Charvet (1870), ni par Albiousse (1887).

## Sceau
Un sceau considéré comme étant celui de Robert d'Uzès est conservé.
Il s'agit d'un sceau daté de 1307 (Douët d'Arcq donnait 1317), comportant un encadrement en forme d'étoile accompagné d'une fleur de lys, avec l'inscription retranscrite Sigillum Poncii Guiraudi,. Bien que cette légende ne le mentionne pas, le sceau est considéré comme le sien.
Le sceau accompagnait une lettre de Robert, sire d'Uzès et d'Aymargues, où il nommait un procureur pour assister à l'assemblée convoquée par le roi de France, Philippe V.